# Pterygoneurum californicum
Pterygoneurum californicum är en bladmossart som beskrevs av H. Crum 1967. Pterygoneurum californicum ingår i släktet Pterygoneurum och familjen Pottiaceae. Inga underarter finns listade i Catalogue of Life.